# Fire Emblem: Fūin no Tsurugi
Fire Emblem: Fūin no Tsurugi (ファイアーエムブレム 封印の剣?, Faiā Emuburemu: Fūin no Tsurugi, Fire Emblem: The Binding Blade) è un gioco strategico misto al genere JRPG, pubblicato dalla Nintendo il 29 marzo 2002 per il solo mercato nipponico e, successivamente, distribuito in lingua inglese attraverso internet da appassionati della serie conoscitori di entrambe le lingue.
È il primo capitolo della saga Fire Emblem ad apparire su Game Boy Advance e l'ultimo ad uscire esclusivamente per il mercato giapponese, per poi, molti anni dopo, venire scavalcato in questo primato da Fire Emblem: Shin Monshō no Nazo: Hikari to Kage no Eiyū.
In origine il titolo avrebbe dovuto chiamarsi Fire Emblem: Ankoku no Miko, ovvero Fire Emblem: La vergine oscura; questo personaggio compare effettivamente nel gioco ed ha un ruolo centrale nella trama.

## Trama
Fūin no Tsurugi narra la storia di Roy, erede di Pherae e figlio del marchese Eliwood, protagonista di Fire Emblem 7: Rekka no Ken, ora qui invecchiato ed in seguito anche ammalato, alle prese con una guerra scaturita per volere di Zephiel, Re di Biran, senza un motivo apparentemente consapevole.
Zephiel riesce a conquistare sia Illia che Sacae, proponendosi di conquistare anche Lycia e, successivamente, tutto il continente di Elibe. Per evitare questa  guerra tra i regni, Roy, al comando di un nutrito esercito che a mano a mano diverrà sempre più forte e numeroso, viene mandato a fermare Zephiel, ma ben presto incontrerà Lady Guinivere, sorella di Zephiel e principessa di Biran, fuggita dal regno per cercare qualcuno che l'aiutasse a fermare questa guerra.
A seguito della morte del Marchese d'Ositia, Hector, Roy promette di salvare sua figlia Lilina e di proteggere la Principessa Guinivere e, ancora più importante, salvare il continente di Elibe dalla brama di potere di Zephiel, intenzionato a far tornare i draghi per far loro distruggere l'umanità.

## Personaggi
Fire Emblem: Fūin no Tsurugi mette a disposizione del giocatore un gran numero di personaggi utilizzabili. Tenendo conto anche delle Trial Maps, avremo a disposizione ben 62 personaggi, rendendo Fūin no Tsurugi uno tra i Fire Emblem più rigiocabili.
Per esempio, ci sono 4 fantini a cavallo e tre paladini pre-promossi ed altrettante numerose unità che il giocatore può allenare in base alla proprie necessità.
Il "record" è comunque stato superato da Fire Emblem: Radiant Dawn, che permette al giocatore di usare ben 72 personaggi.

## Relazioni con Super Smash Bros. Melee
Roy appare come personaggio sbloccabile in Super Smash Bros. Melee, celebre picchiaduro per Nintendo GameCube. Originariamente fu pensato come personaggio da includere a puro scopo commerciale nel solo Giappone, per preannunciare l'uscita di Fire Emblem: Fūin no Tsurugi, assieme a Marth.
Gli sviluppatori pensarono di rimuoverli, una volta mandato il gioco negli Stati Uniti d'America ma, data la popolarità che questi due personaggi avevano acquisito, decisero di non rimuoverli più. Nella versione Americana di Super Smash Bros. Melee, sia Roy che Marth parlano giapponese, metodo per far comprendere ai giocatori della loro apparenza originale esclusivamente nei Fire Emblem usciti solo in Giappone.

## Soundtrack
La colonna sonore fu composta da Yuka Tsujiyoko, che aggiunse alle musiche originali anche alcuni Temi derivanti dal quarto Fire Emblem, ovvero Fire Emblem: Seisen no Keifu; il tema di reclutamento dei personaggi, sempre del quarto episodio, viene qui riutilizzato, mentre la musica delle "battaglie comuni" viene utilizzata in forma arrangiata per le arene e per le battaglie multigiocatore. Inoltre, la canzone udibile durante le Trial Maps è la stessa, ricomposta, di Fire Emblem 2: Gaiden.